# 8.8 cm Waffenträger (Ardelt)
Waffenträger für 8.8 cm PaK 43 L/71 (Ardelt) — немецкий истребитель танков завершающего периода Второй мировой войны. На данный момент существует только в единственном экземпляре, который находится в Бронетанковом музее в Кубинке. Судьба других машин неизвестна, но поиски продолжаются.

## Разработка проекта
Наряду с проектами, использовавшими мощное противотанковое 88-мм орудие PaK43, таких как САУ Фердинанд, Ягдпантера и танк Тигр-II, существовал проект «Waffenträger» («Оруженосец»), в котором принимали участие такие фирмы и конструкторы как: Ardelt, Krupp, MAN и Alkett. В итоге были представлены несколько макетов, из которых были выбраны проекты Ardelt (на фото) и Alkett. Дальнейшая судьба прототипа фирмы Alkett неизвестна.
Проект отличался малой массой (11 тонн), слабым бронированием (до 20мм) и маломощным мотором (100 л.с.). Соответственно, потенциально мог использоваться лишь на большой дистанции выстрела, при слабом противодействии артиллерии противника. Особенностью проекта являлась поворотная платформа для пушки, позволявшая не использовать поворот шасси для наводки - так же, как у танков. Однако, вместо полноценной башни с круговой защитой, использовалась маска орудия, наподобие полевой противотанковой пушки.
Испытания были проведены на Куммерсдорфском полигоне в апреле-мае 1944 года. О боевом применении мало что известно, как и о его эффективности.

## В стендовом моделизме
Модель РАК-43/3 есть у Ark models в 1/35 стоимость в 800 рублей имеющая мини фототравлëную плату и мягкую инструкцию. А также есть улучшеная с более большим фототравлением. 